# قیفک بلیزی
قیفک بلیزی (نام علمی: Purpuriconus belizeanus) نام یک گونه از خانواده قیفکیان است.